# Szumbai szarvascsőrű
A szumbai szarvascsőrű (Rhyticeros everetti) a madarak osztályának szarvascsőrűmadár-alakúak (Bucerotiformes) rendjébe és a szarvascsőrűmadár-félék (Bucerotidae) családjába tartozó faj.
Tudományos faji neve a brit zoológusnak Alfred Hart Everettnek állít emléket.

## Rendszerezés
Besorolása vitatott, egyes rendszerezők az Aceros nembe sorolják Aceros everetti néven.

## Előfordulása
Az Indonéziához tartozó Kis-Szunda-szigeteken található meg.

## Megjelenése
Testhossza 70 centiméter körüli. Tollazatának nagy része fekete.

## Életmódja
A szumbai szarvascsőrű egy monogám faj. Táplálékának nagy része gyümölcsökből áll.

## Külső hivatkozások
- Képek az interneten a fajról
- Internet Bid Collection